# 第34回全国地域サッカーリーグ決勝大会
第34回全国地域サッカーリーグ決勝大会（だい34かいぜんこくちいきサッカーリーグけっしょうたいかい）は、2010年11月21日から12月5日まで茨城県、静岡県、高知県及び千葉県で行われた全国地域サッカーリーグ決勝大会(現・全国地域サッカーチャンピオンズリーグ)である。

## 概要
今大会から出場チームが16チームから12チームに削減。これに伴い、レギュレーションが前年から一部変更となった。
1次ラウンドは12チームが3グループに分かれて4チーム総当たりを戦い、各グループ1位の3チームと、2位3チームのうち最も成績の良い1チームの計4チームが決勝ラウンドに進出。決勝ラウンドも4チーム総当たりによるリーグ戦を戦い、1位・2位チームが日本フットボールリーグ (JFL) に自動昇格、3位チームはJFLチームとの入れ替え戦に進み、その勝利チームがJFL昇格チームとなり、敗戦チームが地域リーグ残留となる。
試合形式は前年通りで、1次ラウンド・決勝ラウンドとも前後半90分で同点の場合はPK戦を行う完全決着方式により行われ、試合時間内の勝者=3点、PK戦による勝者=2点、PK戦による敗者=1点、試合時間内の敗者=0点、の要領で勝ち点を配分し、「勝ち点合計」「得失点差」「総得点数」「当該チーム間の対戦結果」の順序により順位を決定した。以上のいずれの方法でも順位が決定しない場合は、1位・2位を決める場合のみ順位決定戦を行った。

## 会場
1次ラウンド
| 組 | 試合会場                           | 所在地             | 画像 |
| -- | ---------------------------------- | ------------------ | ---- |
| A  | ひたちなか市総合運動公園陸上競技場 | 茨城県ひたちなか市 |      |
| B  | 藤枝総合運動公園サッカー場         | 静岡県藤枝市       |      |
| C  | 高知県立春野総合運動公園陸上競技場 | 高知県高知市       |      |

決勝ラウンド
| 試合会場                   | 所在地       | 画像 |
| -------------------------- | ------------ | ---- |
| 市原緑地運動公園臨海競技場 | 千葉県市原市 |      |

## 出場チーム
1. 2010年度各9地域リーグより1チーム（9チーム）
  - 北海道：札大GP
  - 東北1部：グルージャ盛岡
  - 関東1部：Y.S.C.C.
  - 北信越1部：AC長野パルセイロ
  - 東海1部：shizuoka.藤枝MYFC
  - 関西1部：三洋電機洲本
  - 中国：レノファ山口
  - 四国：カマタマーレ讃岐
  - 九州：HOYO Atletico ELAN大分
2. Jリーグ加盟を標榜するクラブに対する優遇措置を承認された1チーム（1チーム）
  - SC相模原 (神奈川県1部)
3. 第46回全国社会人サッカー選手権大会上位4チームの内、各地域リーグから出場権を得ていないチーム（最大2チーム）
  - 4位：福島ユナイテッドFC（東北1部）
    - 1位のカマタマーレ讃岐（四国1位）、2位のAC長野パルセイロ（北信越1部1位）、3位のSC相模原（JFA優遇措置適用）は出場権獲得済み。
4. 上記の条件で12チームに満たない場合は「2010年6月末の全国社会人サッカー連盟加盟登録チームの多い順番」で巡回し輪番により補充する（2010年度は関東→関西→九州の順）。
  - 関東1部2位：さいたまSC

## 試合スケジュール

### 1次ラウンド

#### グループ A
| 番 | チーム                 | 勝点 | 試合 | 勝利 | PK勝 | PK敗 | 敗戦 | 得点 | 失点 | 差 |
| -- | ---------------------- | ---- | ---- | ---- | ---- | ---- | ---- | ---- | ---- | -- |
| A4 | Y.S.C.C.               | 6    | 3    | 2    | 0    | 0    | 1    | 6    | 5    | +1 |
| A2 | SC相模原               | 5    | 3    | 1    | 1    | 0    | 1    | 7    | 5    | +2 |
| A1 | HOYO Atletico ELAN大分 | 4    | 3    | 1    | 0    | 1    | 1    | 5    | 5    | 0  |
| A3 | レノファ山口           | 3    | 3    | 1    | 0    | 0    | 2    | 3    | 6    | -3 |

| #1 | 2010年11月21日 10:45 |

| HOYO Atletico ELAN大分                              | 2 - 2          | SC相模原                                              |
| 堀健人 70分, 90+1分                                 | 公式記録 (PDF) | 坂井洋平 45+1分 · 齋藤将基 47分                       |
|                                                     | PK戦           |                                                       |
| 長谷川豊喜 原一生 田中淳也 清永研治 堀健人 本田竜馬 | 5 - 6          | 秋葉忠宏 坂井洋平 富井英司 鈴木健太 齋藤将基 鈴木隼人 |

| ひたちなか市総合運動公園陸上競技場 観客数: 258人 主審: 日高晴樹 |

| #2 | 2010年11月21日 13:30 |

| レノファ山口 | 0 - 3          | Y.S.C.C.                                      |
|              | 公式記録 (PDF) | 福井和基 37分 · 小笹健二 80分 · 青田翔 90+5分 |

| ひたちなか市総合運動公園陸上競技場 観客数: 578人 主審: 大友一平 |

| #7 | 2010年11月22日 10:45 |

| HOYO Atletico ELAN大分 | 1 - 0          | レノファ山口 |
| 古賀宗樹 85分          | 公式記録 (PDF) |              |

| ひたちなか市総合運動公園陸上競技場 観客数: 242人 主審: 木川田博信 |

| #8 | 2010年11月22日 13:30 |

| SC相模原                                        | 3 - 0          | Y.S.C.C. |
| 齋藤将基 31分 · 森谷佳祐 32分 · 金澤大将 90+4分 | 公式記録 (PDF) |          |

| ひたちなか市総合運動公園陸上競技場 観客数: 656人 主審: 藤本啓太 |

| #13 | 2010年11月22日 10:45 |

| HOYO Atletico ELAN大分     | 2 - 3          | Y.S.C.C.                          |
| 古賀宗樹 2分 · 堀健人 30分 | 公式記録 (PDF) | 寺田洋介 20分 · 辻正男 58分, 82分 |

| ひたちなか市総合運動公園陸上競技場 観客数: 258人 主審: 日高晴樹 |

| #14 | 2010年11月22日 13:30 |

| SC相模原          | 2 - 3          | レノファ山口                      |
| 森谷佳祐 1分, 7分 | 公式記録 (PDF) | 柏原渉 68分, 87分 · 田村隆生 78分 |

| ひたちなか市総合運動公園陸上競技場 観客数: 320人 主審: 大友一平 |

#### グループ B
| 番 | チーム            | 勝点 | 試合 | 勝利 | PK勝 | PK敗 | 敗戦 | 得点 | 失点 | 差 |
| -- | ----------------- | ---- | ---- | ---- | ---- | ---- | ---- | ---- | ---- | -- |
| B3 | 三洋電機洲本      | 5    | 3    | 1    | 1    | 0    | 1    | 6    | 5    | +1 |
| B2 | グルージャ盛岡    | 5    | 3    | 1    | 1    | 0    | 1    | 3    | 2    | +1 |
| B1 | shizuoka.藤枝MYFC | 4    | 3    | 1    | 0    | 1    | 1    | 7    | 7    | 0  |
| B4 | 札大GP            | 4    | 3    | 1    | 0    | 1    | 1    | 3    | 5    | -2 |

| #3 | 2010年11月21日 10:45 |

| shizuoka.藤枝MYFC                          | 1 - 1          | グルージャ盛岡                             |
| アラン 90+2分                              | 公式記録 (PDF) | 加藤浩史 67分                              |
|                                            | PK戦           |                                            |
| 齊藤俊秀 平松康平 柴村直弥 石井俊也 アラン | 3 - 4          | 松田賢太 大瀧直也 市村瞬 大原卓丈 上山愛史 |

| 藤枝総合運動公園サッカー場 観客数: 2,468人 主審: 篠藤巧 |

| #4 | 2010年11月21日 13:30 |

| 三洋電機洲本                 | 1 - 1          | 札大GP                     |
| 森川祐輝 77分                | 公式記録 (PDF) | 畠山直人 72分              |
|                              | PK戦           |                            |
| 森川祐輝 成瀬敬志朗 梅川毅士 | 3 - 0          | 畠山直人 田中陸翔 濱田克大 |

| 藤枝総合運動公園サッカー場 観客数: 236人 主審: 塚田健太 |

| #9 | 2010年11月22日 10:45 |

| shizuoka.藤枝MYFC             | 2 - 5          | 三洋電機洲本                                                        |
| 内田和志 7分 · 奈良林寛紀 8分 | 公式記録 (PDF) | 村上歩夢 25分 · 森田郁也 63分 · 徳井啓介 68分, 81分 · 森川祐輝 85分 |

| 藤枝総合運動公園サッカー場 観客数: 285人 主審: 笹沢潤 |

| #10 | 2010年11月22日 13:30 |

| グルージャ盛岡 | 0 - 1          | 札大GP      |
|                | 公式記録 (PDF) | 工藤駿 30分 |

| 藤枝総合運動公園サッカー場 観客数: 128人 主審: 藤本啓太 |

| #15 | 2010年11月22日 10:45 |

| shizuoka.藤枝MYFC                                 | 4 - 1          | 札大GP      |
| アラン 19分, 69分 · 西山貴永 21分 · 納谷協成 65分 | 公式記録 (PDF) | 澤田恒 75分 |

| 藤枝総合運動公園サッカー場 観客数: 456人 主審: 塚田健太 |

| #16 | 2010年11月22日 13:30 |

| グルージャ盛岡      | 2 - 0          | 三洋電機洲本 |
| 加藤浩史 75分, 84分 | 公式記録 (PDF) |              |

| 藤枝総合運動公園サッカー場 観客数: 138人 主審: 大友一平 |

#### グループ C
| 番 | チーム             | 勝点 | 試合 | 勝利 | PK勝 | PK敗 | 敗戦 | 得点 | 失点 | 差 |
| -- | ------------------ | ---- | ---- | ---- | ---- | ---- | ---- | ---- | ---- | -- |
| C2 | カマタマーレ讃岐   | 8    | 3    | 2    | 1    | 0    | 0    | 5    | 3    | +2 |
| C3 | AC長野パルセイロ   | 6    | 3    | 1    | 1    | 1    | 0    | 5    | 2    | +3 |
| C1 | 福島ユナイテッドFC | 4    | 3    | 1    | 0    | 1    | 1    | 4    | 1    | +3 |
| C4 | さいたまSC         | 0    | 3    | 0    | 0    | 0    | 3    | 3    | 11   | -8 |

| #5 | 2010年11月21日 10:45 |

| 福島ユナイテッドFC | 0 - 1          | カマタマーレ讃岐 |
|                    | 公式記録 (PDF) | 岡本秀雄 18分    |

| 高知県立春野総合運動公園陸上競技場 観客数: 400人 主審: 上田益也 |

| #6 | 2010年11月21日 13:30 |

| AC長野パルセイロ                                  | 4 - 1          | さいたまSC    |
| 藤田信 44分, 67分 · 栗原明洋 47分 · 大島嵩弘 59分 | 公式記録 (PDF) | 清水大輔 10分 |

| 高知県立春野総合運動公園陸上競技場 観客数: 300人 主審: 平間亮 |

| #11 | 2010年11月22日 10:45 |

| 福島ユナイテッドFC                                                                  | 0 - 0          | AC長野パルセイロ                                                                            |
|                                                                                     | 公式記録 (PDF) |                                                                                             |
|                                                                                     | PK戦           |                                                                                             |
| 片原潤 村瀬和隆 平岡佑太 時崎塁 久野純弥 古西祥 小野雄平 伊藤卓也 金光栄大 青栁雅信 | 7 - 8          | 宇野沢祐次 土橋宏由樹 栗原明洋 大橋良隆 藤田信 籾谷真弘 佐藤大典 野澤健一 高野耕平 大島嵩弘 |

| 高知県立春野総合運動公園陸上競技場 観客数: 100人 主審: 小屋幸栄 |

| #12 | 2010年11月22日 13:30 |

| カマタマーレ讃岐                          | 3 - 2          | さいたまSC                  |
| 岡本秀雄 6分 · 綱田大志 8分 · 飯塚亮 45分 | 公式記録 (PDF) | 大森直樹 42分 · 鎌田雄 68分 |

| 高知県立春野総合運動公園陸上競技場 観客数: 100人 主審: 森川浩次 |

| #17 | 2010年11月22日 10:45 |

| 福島ユナイテッドFC                               | 4 - 0          | さいたまSC |
| 小林康剛 4分, 73分 · 青栁雅信 38分 · 清水純 90分 | 公式記録 (PDF) |            |

| 高知県立春野総合運動公園陸上競技場 観客数: 200人 主審: 小屋幸栄 |

| #18 | 2010年11月22日 13:30 |

| カマタマーレ讃岐                         | 1 - 1          | AC長野パルセイロ                             |
| 波夛野寛 22分                            | 公式記録 (PDF) | 宇野沢祐次 18分                              |
|                                          | PK戦           |                                              |
| 下松裕 神崎亮佑 吉澤佑哉 大西孝治 飯塚亮 | 3 - 2          | 土橋宏由樹 籾谷真弘 栗原明洋 大橋良隆 藤田信 |

| 高知県立春野総合運動公園陸上競技場 観客数: 400人 主審: 上田益也 |

#### 各グループ2位
各グループ2位の成績最上位チームが決勝ラウンドに進出する。
| 組 | チーム           | 勝点 | 試合 | 勝利 | PK勝 | PK敗 | 敗戦 | 得点 | 失点 | 差 |
| -- | ---------------- | ---- | ---- | ---- | ---- | ---- | ---- | ---- | ---- | -- |
| C  | AC長野パルセイロ | 6    | 3    | 1    | 1    | 1    | 0    | 5    | 2    | +3 |
| A  | SC相模原         | 5    | 3    | 1    | 1    | 0    | 1    | 7    | 5    | +2 |
| B  | グルージャ盛岡   | 5    | 3    | 1    | 1    | 0    | 1    | 3    | 2    | +1 |

この結果、AC長野パルセイロが決勝ラウンド進出を決めた。

### 決勝ラウンド
| 位   | チーム           | 点 | 試 | 勝 | P勝 | P敗 | 敗 | 得 | 失 | 差 |
| ---- | ---------------- | -- | -- | -- | --- | --- | -- | -- | -- | -- |
| C1位 | カマタマーレ讃岐 | 8  | 3  | 2  | 1   | 0   | 0  | 4  | 2  | +2 |
| WC   | AC長野パルセイロ | 5  | 3  | 1  | 0   | 2   | 0  | 4  | 0  | +4 |
| B1位 | 三洋電機洲本     | 3  | 3  | 1  | 0   | 0   | 2  | 2  | 6  | -4 |
| A1位 | Y.S.C.C.         | 2  | 3  | 0  | 1   | 0   | 2  | 3  | 5  | -2 |

| #19 | 2010年12月3日 10:45 |

| Y.S.C.C.     | 1 - 2          | 三洋電機洲本                  |
| 寺田洋介 4分 | 公式記録 (PDF) | 梅川毅士 20分 · 森川祐輝 78分 |

| 市原緑地運動公園臨海競技場 観客数: 300人 主審: 塚田智宏 |

| #20 | 2010年12月3日 13:30 |

| カマタマーレ讃岐                                             | 0 - 0          | AC長野パルセイロ                                             |
|                                                              | 公式記録 (PDF) |                                                              |
|                                                              | PK戦           |                                                              |
| 下松裕 神崎亮佑 吉澤佑哉 中島健太 飯塚亮 朝比奈祐作 綱田大志 | 7 - 6          | 宇野沢祐次 大橋良隆 栗原明洋 籾谷真弘 藤田信 平石竜真 麻生瞬 |

| 市原緑地運動公園臨海競技場 観客数: 503人 主審: 窪田陽輔 |

| #21 | 2010年12月4日 10:45 |

| Y.S.C.C.                   | 2 - 3          | カマタマーレ讃岐                             |
| 辻正男 5分 · 石川健太 11分 | 公式記録 (PDF) | 7分 (o.g.) · 吉澤佑哉 45+2分 · 齋藤良平 56分 |

| 市原緑地運動公園臨海競技場 観客数: 724人 主審: 塚田智宏 |

| #22 | 2010年12月4日 13:30 |

| 三洋電機洲本 | 0 - 4          | AC長野パルセイロ                        |
|              | 公式記録 (PDF) | 宇野沢祐次 3分, 43分 · 藤田信 8分, 26分 |

| 市原緑地運動公園臨海競技場 観客数: 773人 主審: 福島孝一郎 |

| #23 | 2010年12月5日 10:45 |

| Y.S.C.C.                   | 0 - 0          | AC長野パルセイロ                      |
|                            | 公式記録 (PDF) |                                       |
|                            | PK戦           |                                       |
| 鈴木陽平 谷津寛治 松田康佑 | 3 - 1          | 宇野沢祐次 大橋良隆 佐藤大典 籾谷真弘 |

| 市原緑地運動公園臨海競技場 観客数: 1,538人 主審: 福島孝一郎 |

| #24 | 2010年12月5日 13:30 |

| 三洋電機洲本 | 0 - 1          | カマタマーレ讃岐 |
|              | 公式記録 (PDF) | 神崎亮佑 58分    |

| 市原緑地運動公園臨海競技場 観客数: 847人 主審: 窪田陽輔 |

## 最終結果
決勝ラウンドの結果、日本フットボールリーグ(JFL)昇格に関して以下の通りとなった。
自動昇格
- 1位 - カマタマーレ讃岐
- 2位 - AC長野パルセイロ

入れ替え戦
- 3位 - 三洋電機洲本

※入れ替え戦の詳細は第12回日本フットボールリーグ#入れ替え戦を参照